# 天主教克里西乌马教区
天主教克里西烏馬教區（拉丁語：Dioecesis Criciumensis），是巴西一個天主教教區，位於聖卡塔琳娜州南部。屬弗洛里亞諾波利斯總教區。
教區成立於1988年5月27日。2006年有教友435,000人，佔總人口82.9%。有廿九個堂區、司鐸六十八人。現任教區主教為哈辛托·依納爵·弗拉赫。